# Lista de presidentes do Quênia
O poder executivo no Quênia é exercido pelo presidente da república, que é eleito pelo voto popular para um período de 5 anos. Desde que o país se tornou uma república em 1964 até 2007 o sistema de governo era presidencialista, sendo o presidente tanto chefe de estado quanto chefe de governo. Após 2008 porém, uma emenda na constituição introduziu a figura de um primeiro-ministro, ao qual cabe coordenar e supervisionar o gabinete ministerial.
Esta é a lista de chefes de estado do Quênia depois da independência do país, em 12 de dezembro de 1963.

## Presidentes do Quênia (1964-presente)
| № | Retrato | Nome                        | Mandato                | Mandato                                | Partido                    | Eleição                       | Vice-presidente(s) |
| - | ------- | --------------------------- | ---------------------- | -------------------------------------- | -------------------------- | ----------------------------- | --- |
| 1 |         | Jomo Kenyatta (1893-1978)   | 12 de dezembro de 1964 | 22 de agosto de 1978 (Morreu no cargo) | KANU                       | 1969 1974                     | Jaramogi Oginga Odinga (1964-1966) Joseph Murumbi (1966) Daniel arap Moi (1967-1978)                                        |
| 2 |         | Daniel arap Moi (1924-2020) | 22 de agosto de 1978   | 30 de dezembro de 2002                 | KANU                       | 1978 1979 1983 1988 1992 1997 | Mwai Kibaki (1978-1988) Josephat Karanja (1988-1989) George Saitoti (1989-1998) Vago (1998-1999) George Saitoti (1999-2002) |
| 3 |         | Mwai Kibaki (1931-2022)     | 30 de dezembro de 2002 | 9 de abril de 2013                     | NARC PNU                   | 2002 2007                     | Musalia Mudavadi (2002) Michael Kijana Wamalwa (2003) Moody Awori (2003-2008) Kalonzo Musyoka (2008-2013)                   |
| 4 |         | Uhuru Kenyatta (n.1961)     | 9 de abril de 2013     | 13 de setembro de 2022                 | Jubilee TNA                | 2013 2017                     | William Ruto (2013-2022) |
| 5 |         | William Ruto (n.1966)       | 13 de setembro de 2022 | presente                               | United Democratic Alliance | 2022                          | Rigathi Gachagua (2022-presente)                                                                                            |

## Última eleição
"Notes from Nairobi", The Walrus Magazine - blog de politica do Quênia